# Adriana Urbina
Adriana Urbina (Caracas, Veneçuela) és una xef i consultora gastronòmica veneçolana. Va ser la guanyadora del primer lloc del Food network´s Competition Xòped i va fundar el restaurant Tepuy situat a la ciutat de Nova York.

## Trajectòria
Va començar la seva carrera a la edat de 12 anys, quan finalitza els seus estudis culinaris en L'Ecole de Cuisine Alain Ducasse a França i posteriorment en tornar a la seva ciutat natal, Caracas, va ingressar a l'Institut Culinari de Caracas, fundat pels xefs Sumito Estévez i Héctor Romero.
Després de treballar en diversos restaurants veneçolans, presa la seva primera ocupació com a aprenenta en el restaurant Martín Berasategui amb tres Estrelles Michelín, situat a Espanya; també va treballar en restaurants com el Mugaritz (Espanya), l'Atenes (Nova York) amb dues Estrelles Michelín i el Rougue Tomàquet (Nova York i Brussel·les) amb una Estrella Michelín. Mes recentment resulta guanyadora del Food network´s Competition "Xòped" obtenint el primer lloc i un premi de $10.000.
Va fundar el seu restaurant Tepuy a la ciutat de Nova York, on resideix actualment. Inicia amb l'innovador estilo pop-up, un concepte aplicat a botigues i restaurants on l'espai deixa de ser fix per a convertir-se en itinerant i temporal. L'establiment va rebre el reconeixement com a "Millor lloc veneçolà per a menjar a Nova York" l'any 2015 pel Eater New York Times; “A través d'això, la gent de Food Network em va trobar per al reality” comenta Urbina en una entrevista per a Analítica. L'essència dels seus plats són els ingredients bàsics en el menjar veneçolà, ja que té com a aspiració portar els seus coneixements a Veneçuela, “El meu somni daurat és fer el més que pugui aquí i després anar-me a Veneçuela. Portar tots els meus aprenentatges cap enllà” així comenta Urbina en unes de les seves entrevistes.
Al costat d'Alejandra Raventós ha creat la plataforma The Circle, enfocada a generar un impacte positiu en el benestar de la vida de moltes dones.
Després de guanyar el concurs es fa contribuent de les organitzacions Comparteix per una Vida, que s'encarrega de recol·lectar inputs i fons per a arribar a la major quantitat d'hospitals, cases llars i escoles a Veneçuela que no comptin amb la possibilitat d'alimentar als nens que allí es trobin, i Acció Humanitària per Veneçuela, que s'encarrega de garantir menjar i medicines per a nens.